# Crazy-Town
Crazy-Town (ciudad loca), es un corto de animación estadounidense de 1932, de la serie Talkartoons. Fue producido por los estudios Fleischer y distribuido por Paramount Pictures.

## Argumento
Bimbo y Betty Boop llegan en tren a Crazy-Town, donde todo es al revés que en la realidad: los peces vuelan y los pájaros nadan, hay quien lleva zapatos en la cabeza y calza sombreros en los pies, se acude a la barbería para que crezca el pelo... 
Llegados a un zoo, donde también se puede ver el sorprendente comportamiento de los animales, surge de la tierra un piano. Para deleite de la concurrencia, Betty Boop canta, acompañada en los teclados por Bimbo.

## Realización
Crazy-Town es la trigésima sexta entrega de la serie Talkartoons (dibujos animados parlantes). Aunque en los créditos consta 1931 como año de producción, fue estrenada el 25 de marzo de 1932.
Los títulos de crédito son presentados en imagen real: unas manos que abren un libro y pasan páginas hasta que la acción animada se apodera de la pantalla. La canción que suena durante los títulos de crédito ya apareció en Dizzy Dishes (1930), otro corto de la misma serie.
El baile de Betty está rotoscopiado.